# Чавуши
Чаву́ши (тур. Çavuşlar) или чау́ши (тур. Chaushi) — придворные воины для особых поручений в тюркских государствах, в том числе и в Османской империи.

## История

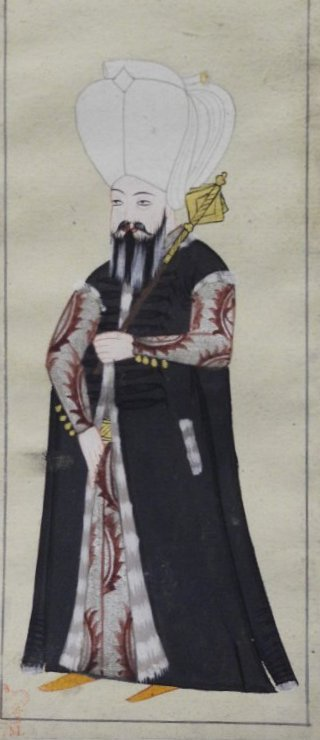
Чавуш (иллюстрация Питера Манди)

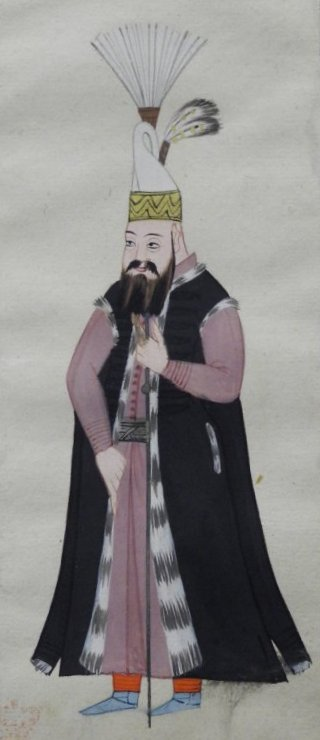
Чавуш-баши (иллюстрация Питера Манди)

У уйгуров титул чабыш носил человек, которого Ту-Киу в 732 и 735 годах отправлял в Китай в качестве посла. В последующие годы слово чавуш получило распространение в государствах Караханаидов, Газневидов, Сельджукидов и Хорезмшахов. В государствах Сельджуков и Хорезмшахов чавуши представляли собой военную организацию, находившуюся под непосредственном подчинении султана или хорезмшаха. 
Чавуши существовали у Айюбидов и Мамлюков, где они присутствовали на тронных церемониях. В Османской империи чавуши прочно вошли в государственную систему. Чавуши имели привилегию во время праздников целовать руку султану и назначались в свиту визирей и дефтердаров. По османским законам сыновьям чаушей предоставлялся тимар с годовым доходом 10 000 акче. Обязанностью чавушей было уведомление других лиц о приказах султана или великого визиря, исполнение смертных приговоров и надзор за иностранными послами во время их пребывания в Стамбуле. Чавуши сами выступали в качестве послов, когда их направляли в другие государства.
Начальником чавушей был чавуш-баши (тур. Çavusbasi), в обязанности которого входило встречать визирей, казаскеров и дефтердаров, когда они приходили на заседание Дивана. Чавуш-баши следил за дисциплиной и соблюдением протокола во время заседания Дивана и дворцовых церемоний. 
В 1670 году количество чавушей заметно возросло, поскольку их численность составляла 686 человек. Чавуш-баши стал главой исполнительных и церемониальных дел в качестве помощника великого визиря, а после создания в 1836 году Министерства надзора стал заниматься судебными делами.